# Comuna Mălăiești, Ocna
Mălăiești (în ucraineană Малаівці, transliterat: Malaivți) este o comună în raionul Ocna Roșie, regiunea Odesa, Ucraina, formată din satele Mălăiești (reședința) și Untîlivka.

## Demografie
Componența lingvistică a comunei Mălăiești
     Ucraineană (90,89%)
     Română (7,36%)
     Rusă (1,55%)
     Alte limbi (0,19%)
Conform recensământului din 2001, majoritatea populației comunei Mălăiești era vorbitoare de ucraineană (90,89%), existând în minoritate și vorbitori de română (7,36%) și rusă (1,55%).